# F. Douglas Wilson
F. Douglas Wilson ( 1923) es un genetista, y botánico estadounidense. Desarrolló actividades científicas en el USDA-ARS, en el Laboratorio Western Cotton Research Phoenix.

## Algunas publicaciones
- 1983. Karyotypes of Tragopogon (Compositae: Lactuceae). 10 pp.

- 1957. A Cytotaxonomic Study of the Genus Sitanion (Gramineae). Ed. Washington State Univ. 386 pp.

- 1953. A Study of Genetic Variability in Squirreltail Grass, Sitanion Hystrix. Ed. Department of Botany, Univ. of Utah. 202 pp.
- La abreviatura «F.D.Wilson» se emplea para indicar a F. Douglas Wilson como autoridad en la descripción y clasificación científica de los vegetales.[2]